# Jesús Bernal Amorocho
Jesús Antonio Bernal Amorocho es un líder sindical y político colombiano, nacido en Santander, miembro del Polo Democrático Alternativo y ha sido elegido por elección popular para integrar el Senado de Colombia.

## Biografía
Nació en Piedecuesta, Santander el 21 de noviembre de 1954, pero de muy pequeño se trasladó con su familia a la ciudad de Bogotá y a los trece años, recién muerto su padre, se vinculó a la Caja Agraria, haciéndose cargo de sus ocho hermanos y su madre.
Desde 1975 se integró al trabajo sindical, participando desde 1984 en todas las negociaciones de pliegos de peticiones de la Caja. Desde 1992 fue Presidente, en forma continua, del Sindicato Nacional de Trabajadores de la Caja Agraria. Fue miembro del Comité Ejecutivo Nacional de la CUT y como tal, asesoró varias negociaciones colectivas en la USO, Telecom, ACEB y en otros sindicatos nacionales.Pago una condena por el delito de abuso de confianza agravada, al haberse apropiado ilegalmente de 1200 millones de pesos del Sindicato Nacional de Trabajadores de la Caja Agraria, Sintracreditario según dicen algunas fuentes, lo cierto es que Bernal tuvo la aprobación de los trabajadores de dicha entidad para tomarlos para su campaña siendo un excedente que fue producto de un predio vendido.

## Carrera profesional
Bernal Amorocho fue Presidente del Sindicato Nacional de Trabajadores de la Caja Agraria entre 1992 y 1999.

## Congresista de Colombia
Después del cierre de la Caja Agraria, en junio de 1999, se puso al frente de los ocho mil trabajadores despedidos, orientando diversas tareas en el terreno gremial jurídico y político. Con el respaldo de los trabajadores de la Caja Agraria y diversos sectores populares salió elegido al Senado de la República, con un total de 46.298 votos, el 10 de marzo de 2002 en las elecciones legislativas de Colombia de 2002. En tal condición, hace parte de la Comisión VII y de la Comisión de Ordenamiento Territorial. Se ha desempeñado como Vicepresidente de la Comisión VII. En la legislatura del año 2005 fue elegido como Segundo Vicepresidente del Senado. En las elecciones legislativas de Colombia de 2006 fue elegido nuevamente como senador de La República con un total de 23.858 votos.

### Iniciativas
El legado legislativo de Jesús Antonio Bernal Amorocho se identificó por su participación en las siguientes iniciativas desde el congreso:

- Empleados públicos que estén trabajando como provisionales por más de seis mese y sean retirados de sus puestos, tendrán una indemnización con las mismas condiciones de los trabajadores de carrera administrativa (Archivado).[3]
- Proteger a los usuarios frente a los cobros exagerados de créditos hipotecarios y teniendo en cuenta las recomendaciones de la Corte Constitucional en cuanto a adecuar esta ley a las condiciones actuales de los usuarios del sistema de vivienda (Archivado).[4]
- Crear la carrera administrativa especial para los trabajadores del Sistema General de Seguridad Social en Salud (Aprobado).[5]
- Afianzar en la práctica el principio de igualdad entre los educadores y a desarrollar el principio jurídico según el cual a trabajo igual debe corresponder salario y prestaciones iguales (Objetado por el Presidente de la República).[6]
- Restringir el derecho de huelga a los funcionarios públicos que ejercen funciones de autoridad en nombre del Estado y en los servicios públicos esenciales (Archivado).[7]
- Expedir las normas que regulen el derecho de negociación colectiva de los sindicatos de empleados públicos.[8]
- Garantizar a los bomberos de la Aeronáutica Civil el reconocimiento de una pensión especial de vejez (Aprobado).[9]
- Ley General de Pesca y Acuicultura.[10]
- Permitir la prórroga que las personas que aún no hayan realizado el trámite de renovación de la cédula, no pierdan sus derechos políticos y civiles consagrados en la Constitución (Aprobado).[11]
- Código de Ética y Disciplinario del Congresista (Aprobado).[12]

## Carrera política
Su trayectoria política se ha identificado por:

### Partidos políticos
A lo largo de su carrera ha representado los siguientes partidos:
| Partido político                             | Fecha Inicio        | Fecha Fin           |
| Polo Democrático Alternativo                 | 20 de julio de 2006 |                     |
| Movimiento Independiente Frente De Esperanza | 20 de julio de 2002 | 19 de julio de 2006 |

### Cargos públicos
Entre los cargos públicos ocupados por Jesús Antonio Bernal Amorocho, se identifican:
| Cargo público           | Partido político                  | Fecha Inicio        | Fecha Fin           |
| Senador de la República | Polo Democrático Alternativo      | 20 de julio de 2006 | 19 de julio de 2010 |
| Senador de la República | Independiente Frente de Esperanza | 20 de julio de 2002 | 19 de julio de 2006 |